# Eichkögl
Eichkögl – gmina w Austrii, w kraju związkowym Styria, w powiecie Südoststeiermark. Według Austriackiego Urzędu Statystycznego liczyła 1256 mieszkańców (1 stycznia 2015).